# Laboratoire biologique Balfour
Le laboratoire biologique Balfour ou laboratoire biologique pour les femmes Balfour est un laboratoire et un centre d'enseignement dédié aux femmes créé à l'université de Cambridge en 1879. Il a joué un rôle essentiel en permettant aux femmes de recevoir à Cambridge les mêmes formations en sciences naturelles que les hommes. Le laboratoire ferme en 1914, avec l'ouverture d'un laboratoire mixte.

## Historique
Le physiologiste, Michael Foster et le zoologiste et embryologue Francis Maitland Balfour renouvèlent l'enseignement des sciences naturelles en proposant un enseignement théorique et une formation en laboratoire. Les étudiantes des collèges pour femmes peuvent assister à des conférences sur les sciences naturelles dans les collèges pour hommes de Cambridge. Elles sont exclues des travaux pratiques car le nombre de places en laboratoire est limité et ces places sont réservées en priorité aux hommes. Les responsables de collèges pour femmes de Newnham et de Girton proposent alors la création d’un laboratoire séparé pour les femmes. Un premier laboratoire est construit sur le terrain de Newnham en 1879. Le laboratoire est très vite trop petit. 
La vice-principale de Newnham Eleanor Sidgwick, sœur de Francis Balfour, recueille des fonds pour la construction d’un deuxième laboratoire plus grand. Ce deuxième laboratoire ouvre ses portes au second semestre en 1884. Il porte le nom de Francis Balfour, mort en 1882 dans un accident de montagne. Le laboratoire Balfour est dirigée par des femmes. Il offre des postes universitaires à des chercheuses compétentes qui n’auraient pas trouvées de poste à l'université de Cambridge. Il est situé entre les collèges Pembroke et Emmanuel. Ce laboratoire a également facilité la collaboration entre les femmes scientifiques telles que Muriel Wheldale Onslow et des directeurs de laboratoires comme William Bateson. 
Le laboratoire ferme en 1914 avec l’ouverture aux femmes du département de biochimie de Frederick Gowland Hopkins. Plusieurs femmes dont Muriel Wheldale rejoignent ce laboratoire.

## Personnalités
- Rachel Alcock
- Anna Bateson
- Susila Anita Bonnerjee
- Florence Margaret Durham
- Alice Johnson
- Marion Greenwood Bidder
- Edith Rebecca Saunders
- Muriel Wheldale Onslow